# Chaim Sołowiejczyk

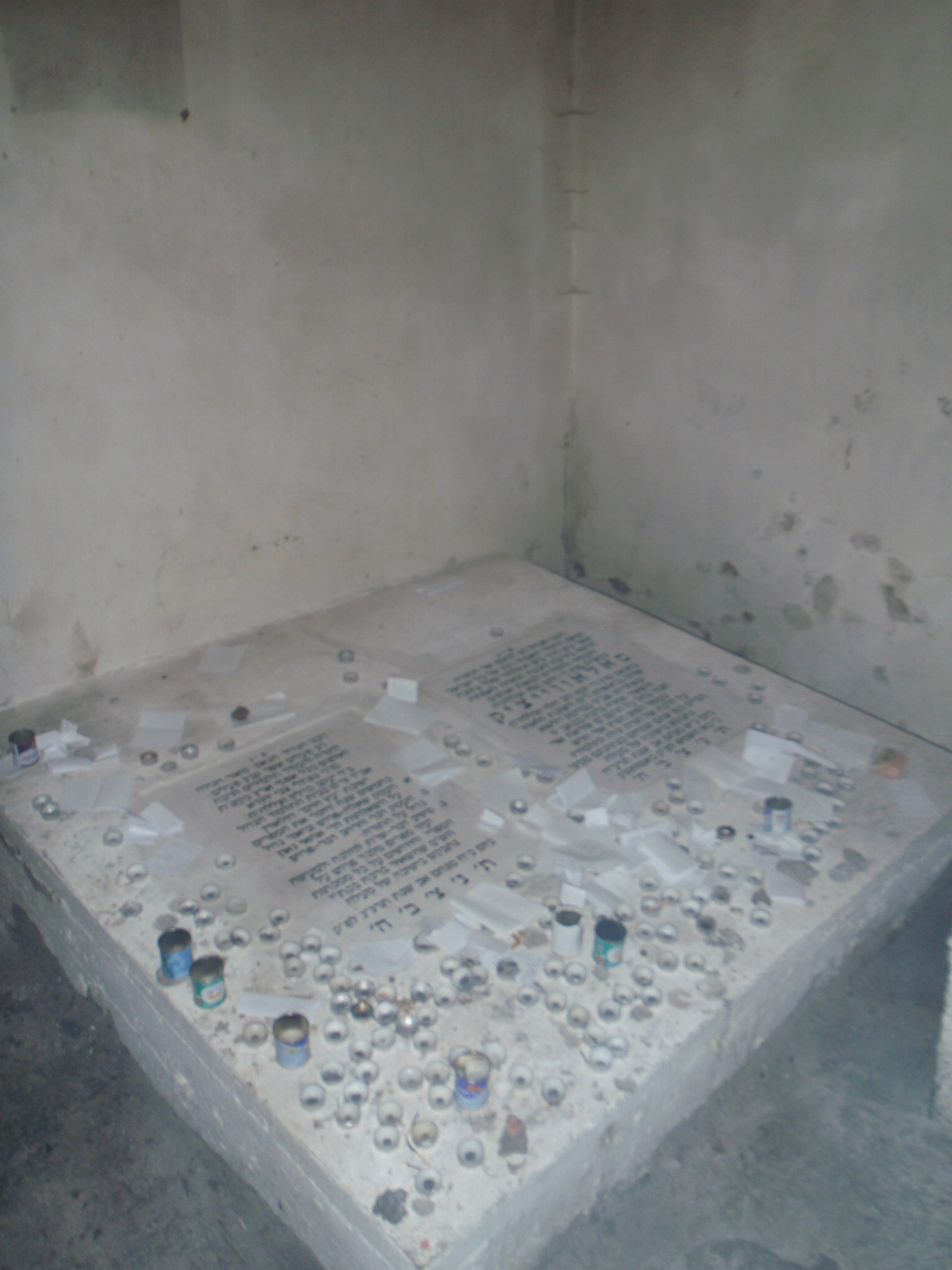
Wnętrze ohelu, w którym pochowano Chaima Sołowiejczyka i Naftalego Cwi Jehudę Berlina na cmentarzu żydowskim w Warszawie

Chaim Sołowiejczyk (hebr. חיים סולובייצ'יק) właściwie Chaim ha-Lewi Sołowiejczyk zwany Brisker Row – Brzeskim Rabinem (ur. w 1853 w Wołożynie, zm. 30 lipca 1918 w Otwocku lub Warszawie) – rabin ortodoksyjny, wykładowca jesziwy w Wołożynie, autor licznych dzieł talmudycznych.

## Życiorys
Urodził się jako syn Józefa Dow Bera Sołowiejczyka. Był ojcem Izaaka Zeewa Sołowiejczyka, dziadkiem Józefa Dowa Sołowiejczyka. Odebrał religijne wykształcenie bezpośrednio od ojca – wykładowcę jesziwy w Wołożynie. Sam również został wykładowcą tej uczelni w 1880. Z czasem zyskał stanowisko zastępcy rektora, którym był w tym czasie Naftali Cwi Jehuda Berlin. Wprowadził nowatorską metodę studiów talmudycznych, której do dziś używa się w wielu jesziwach. Opierała się ona na analizie przedmiotu poprzez dyskusję nad jego poszczególnymi pojęciami i częściami składowymi. W styczniu 1892 po zamknięciu przez władze carskie wołożyńskiej jesziwy przeniósł się do Brześcia, gdzie objął po ojcu stanowisko rabina. Odegrał znaczną rolę w życiu żydowskiej społeczności miasta i regionu. Po pożarze miasta, który zniszczył je w 1895, był współorganizatorem pomocy dla ofiar, zaś w czasie rewolucji 1905 był mediatorem między robotnikami a fabrykantami. W 1910 objął stanowisko członka komisji rabinackiej przy Ministerstwie Wyznań Religijnych i Oświaty w Petersburgu. Zwalczał syjonizm, uważając go za zagrożenie dla judaizmu. Odegrał fundamentalną rolę w powołaniu ortodoksyjnej partii Agudat Israel. W czasie I wojny światowej przebywał w Warszawie.
Opublikował dzieła: Komentarze i objaśnienia do Rambama (Brześć, 1936), Komentarze do traktatów Talmudu (1952–1966).
Został pochowany w ohelu na cmentarzu żydowskim przy ulicy Okopowej w Warszawie razem z Naftalim Cwi Jehudą Berlinem (kwatera 49, rząd 8).